# Station Arvier

Station Arvier is een spoorwegstation van de spoorlijn Aosta - Pré-Saint-Didier, gelegen in de gemeente Arvier (Aostadal-Italië).
In 1940 kreeg het onder druk van Italiaanse nationalisten, de nieuwe naam "Arviè". Dit werd in 1946 onder Franse druk teruggedraaid.